# Brézouard
Der Brézouard (auch Bressoir, deutsch Birschberg oder Bludenberg, elsässisch Brüschbuckel) ist ein 1229 m hohes Bergmassiv in den Vogesen im Elsass in der Region Grand Est, Frankreich, etwa zehn Kilometer nordwestlich von Kaysersberg. Er liegt im Regionalen Naturpark Ballons des Vosges.
Das aus Granit aufgebaute Massiv des Brézouard markiert den nördlichsten Gipfel der Hochvogesen. Es trennt die Täler der Lièpvrette und der Béhine, die im Westen über den Col des Bagenelles miteinander verbunden sind. Höchster Punkt ist der 1229 m hohe Grand Brézouard, der zugleich die südwestliche Spitze eines fünf Kilometer langen Gebirgskamms bildet, auf dem sich in nordöstlicher Richtung die Nebengipfel Petit Brézouard (1203 m), Rehberg (1140 m), Steinkoepfel (1119 m) und Hirzberg (1134 m) aneinanderreihen. Über den Kamm verläuft die Grenze der Gemeinden Sainte-Marie-aux-Mines und Fréland.
Die Waldflächen auf dem Brézouard wurden in den Jahren 1919 und 1922 großflächig durch Brand zerstört. Schwere Waldschäden verursachte der Orkan Lothar im Dezember 1999. Die Vegetation in der Gipfelzone beschränkt sich auf niedriges Gebüsch, Heidelbeeren und das namengebende Heidekraut (alemannisch Brüsch).
Der Grand Brézouard ist ein beliebtes Wanderziel mit Rundumsicht. Der kürzeste Aufstieg beginnt beim westlich unterhalb des Gipfels gelegenen Berggasthof Le Haïcot (1080 m, Anfahrt über den Col des Bagenelles). Ausgangspunkte für längere Touren sind Le Bonhomme, Fréland, Echery und Aubure. Einkehr- und Übernachtungsmöglichkeit besteht außerdem im Berggasthof Le Brézouard im Weiler Faurupt (Ortsteil von Lapoutroie).